# پنارد

پنارد (انگلیسی: Pennard) روستایی در جنوب شبه جزیره گاور است.